# Landemont

Landemont este o comună în departamentul Maine-et-Loire, Franța. În 2009 avea o populație de 1,619 de locuitori.